# アンティオキア県
アンティオキア県（アンティオキアけん、スペイン語: Departamento de Antioquia）は、コロンビア北西部のアンデス地方の県。県都はメデジン。

## 隣接する県
北にカリブ海、コルドバ県、西にチョコ県、南にリサラルダ県、カルダス県、東にボリーバル県、サンタンデール県、ボヤカ県と接する。

## 下位行政区
- 主な都市は、メデジン、ベヨ、イタグイ、エンビガド、リオネグロなど。

県の地図 赤点は各市の市庁所在地を示す

## 産業
20世紀にはコーヒー豆の生産地として知られていたが、2010年代にはコーヒー豆の国際価格が下落。離農する者も見られるようになった。

## 出身者
- カテリーン・イバルグエン - 陸上競技選手
- フェルナンド・ガビリア - 自転車競技選手